# Ferdinand Attlmayr
Ferdinand Ritter von Attlmayr (* 26. Januar 1829 in Hall in Tirol; † 3. Oktober 1906 in Graz) war ein österreichischer Marineoffizier.

## Leben
Attlmayr schloss sich 1848 der freiwilligen Innsbrucker Studentenschützen-Compagnie an. Er wurde 1854 Schiffsfähnrich und diente später öfters beim k.u.k. Marine-Oberkommando, insbesondere zur Bearbeitung des taktischen Reglements. Als Korvettenkapitän im Geschwaderstab von Wilhelm von Tegetthoff nahm er 1866 an der Seeschlacht von Lissa teil. Im Dezember 1866 kam er als Professor an die Marineakademie Fiume. Von Franz Joseph I. als Ritter von Attlmayr nobilitiert, zog er sich 1882 nach 16 Jahren in Fiume in den Ruhestand zurück. Begraben wurde er auf dem Friedhof St. Leonhard in Graz.

## Leichenbegängnis
„Vom Sterbehause, Seebachergasse Nr. 5, aus wurde gestern um ½ 3 Uhr nachmittag die Leiche des Korvettenkapitäns i. R. Regierungsrates Herrn Ferdinand Attlmayr nach dem St. Leonhardfriedhofe geleitet. An dem Trauerakte, den Stadtpfarrer Monsignore Mayer vollzog, beteiligten sich: Vizeadmiral i. R. Sachs v. Hellenau, die Kontreadmirale i. R. Konstantin Edler v. Pott und Spetzler v. Oltramar, Oberst Paukert mit einer Offiziers-Abordnung des 7. Infanterie-Regimentes, Oberst i. R. Ritter v. Purschka, Hofrat Groß, Linienschiffskapitän i. R. Renvers, die Fregattenkapitäne i. R. Knesevic v. Lersheim und Pozzo, Major i. R. Renvers, Marine-Oberkommissär i. R. Nowak und andere Herren des Militärruhestandes, Bürgerschuldirektor Seltner, Bürgerschullehrer Staudinger u. s. w. Zahlreiche Kränze schmückten den Blumenwagen der Ersten steiermärkischen Bestattungsanstalt. Solche spendeten: die Kriegsmarine, ferner die Familien Oberst Löw, Wittemberski, Frankfurter, Eberan, Heinrich v. Schmid, Emilie Stahlberger, Münichsdorfer, Merl, Purschka und Kratochwil, Therese Edle v. Mack, Staudinger, Regierungsrat Köllsdorfer, Bouvier, Marie v. Fotor-Henschl, Marie Odörfer, Marie Medanic, Wilhelm Neumann, Ritter v. Kropp, Anna Schmid, Dr. Pendl, die Schwestern Edle v. Rosetti und die dankbare Dienerin Walker.“

## Schriften
- Die Elemente des internationalen Seerechts. Wien 1872/73.
- Über Seetaktik (Digitalisat), Über den Seekrieg (Digitalisat). Pola 1875 und 1878.
- Handbuch der Oceanographie und maritimen Meteorologie. Wien 1883.
- Über maritime Kriegführung. Wien 1883.
- Der Krieg Österreichs in der Adria im Jahre 1866. Seekriegsgeschichtliche Studie. Wien 1896. – Internet Archive.
- Das internationale Seerecht. Ein Handbuch für den K.u.K. Seeofficier, Bd. 1, Wien 1903. – Internet Archive.
- Das internationale Seerecht. Ein Handbuch für den K.u.K. Seeofficier, Bd. 2, Wien 1904. – Internet Archive.